# چتر

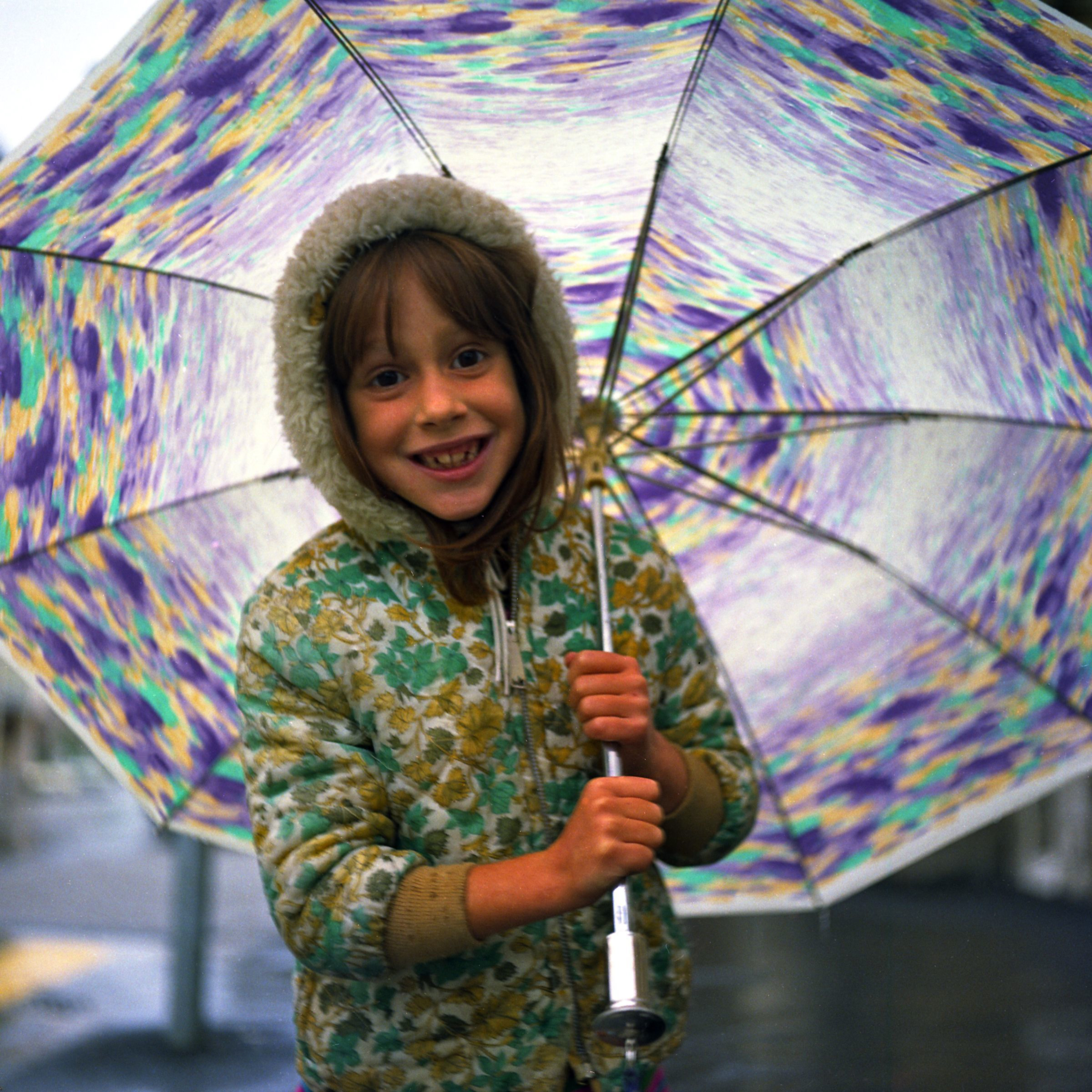
کودکی با یک چتر، سال ۱۹۶۸

بخش‌های مختلف یک چتر

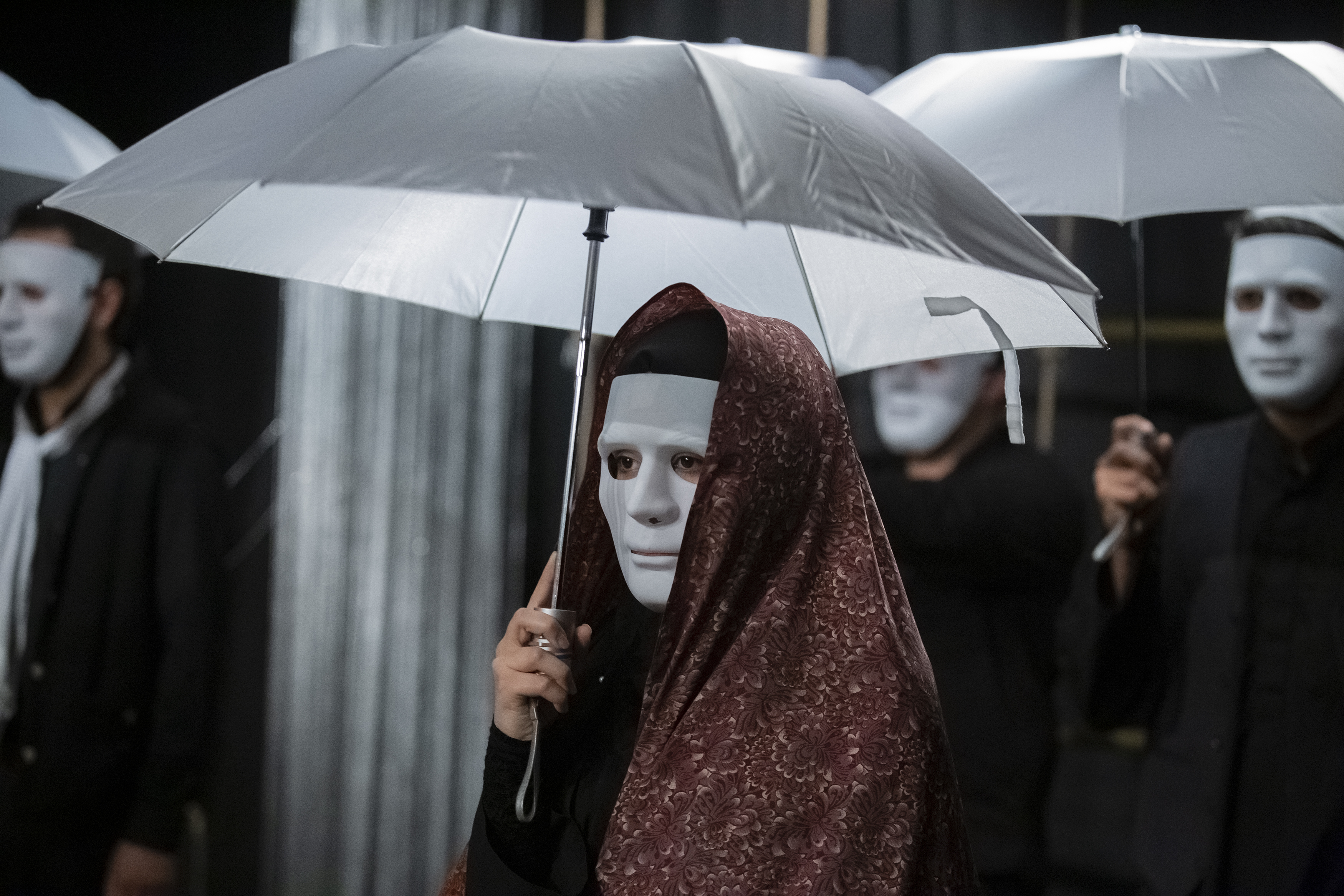
بازیگران تئاتر در سال ۱۳۹۶ در شهر قم که در یک صحنه از چتر استفاده میکند

چَتر وسیله‌ای نیم‌کروی‌شکل است که از آن برای محافظت فرد یا چیزی از باران یا نور خورشید استفاده می‌شود.
چتر یا چتر چوبی یک سایبان تاشو است که توسط دنده‌های چوبی یا فلزی پشتیبانی می‌شود، که بطور معمول روی یک قطب چوبی، فلزی یا پلاستیکی نصب می‌شود. این دستگاه برای محافظت از فرد در برابر بارندگی یا نور خورشید طراحی شده‌است. اصطلاح چتر به‌طور سنتی هنگام محافظت از خود در برابر بارش باران و تگرگ به کار می‌رود، از چتر دریایی در هنگام محافظت از خود در برابر نور خورشید استفاده می‌شود، اگرچه این اصطلاح‌ها همچنان به صورت متناوب مورد استفاده قرار می‌گیرند. اغلب تفاوت در ماده مورد استفاده برای سایبان است. برخی چترها ضدآب نیستند. سایبان‌های چتر ممکن است از پارچه یا پلاستیک انعطاف‌پذیر باشد.

## انواع
چترها در درجه اول وسایل قابل حمل هستند که اندازه آنها برای استفاده شخصی است. بزرگترین چترهای دستی قابل حمل چترهای گلف هستند. چترها را می‌توان به دو دسته تقسیم کرد: چترهای کاملاً قابل جمع شدن، که در آن قطب فلزی که از سایبان پشتیبانی می‌کند، جمع می‌شود و باعث می‌شود چتر به اندازه کافی کوچک شود تا در یک کیف دستی قرار بگیرد؛ چترهای غیرقابل جمع شدن، که در آن قطب پشتیبانی نمی‌تواند عقب‌نشینی کند و سایبان ثابت است.
واژه‌نامه لانگمن، چتر را وسیله ای برای محافظت شدن در برابر باران و آفتاب داغ تعریف می‌کند. این واژه‌نامه همچنین می‌نویسد چتر دارای قابی گرد و تاشو است که با پارچه پوشیده شده‌است.